# Список позначень у фізиці

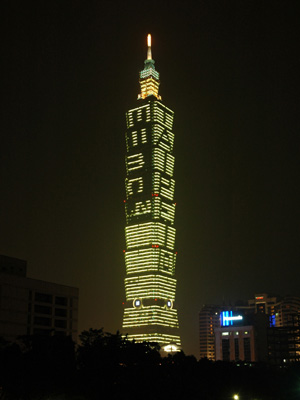
Формула Ейнштейна на хмарочосі Тайбей 101.

Список позначень у фізиці включає позначення понять у фізиці зі шкільного та університетського курсів. Також включені й загальні математичні поняття та дії для того, щоб уможливити повне прочитання фізичних формул.
Для позначень фізичних величин та понять у фізиці використовуються букви латинської та грецької абеток, а також кілька спеціальних символів та діактричних знаків. Оскільки кількість фізичних величин більша за кількість букв у латинській та грецькій абетках, ті самі букви використовуються для позначення різних величин. Для деяких фізичних величин ухвалено декілька позначень (наприклад, для енергії, швидкості, довжини та інших) для того, щоби запобігти плутанині з іншими величинами в цьому розділі фізики.
Позначення фізичних величин міжнародно стандартизовані нормою ISO 80000 Міжнародної Організації зі Стандартизації.

## Шрифт
У друкованому тексті математичні позначення, що використовують латиницю, заведено писати курсивом. Назви функцій, а також цифри та грецькі букви залишають прямими. Букви також можуть бути записані різними шрифтами для того, щоби розрізняти природу величин або математичних дій. Зокрема заведено позначати жирним шрифтом векторні величини, а тензорні величини — рубленим шрифтом. Іноді також для позначення використовується готичний шрифт. Інтенсивні величини зазвичай позначаються малими, а екстенсивні — великими буквами.
Позначення одиниць вимірювання, які утворені від прізвищ науковців (наприклад, Ом, Дж, Вт та інші) пишуться з великої букви, а всі решта — з малої.

## Латинська
Через історичні причини, багато з позначень, що використовують латинські букв , походять від першої букви слова для позначення поняття іноземною мовою (здебільшого латинською, англійською, французькою та німецькою). Коли такий зв'язок відомий, це позначено в дужках. Водночас жирним шрифтом виділена буква, від якої ймовірно походить символ для фізичної величини. Систематична етимологія позначень фізичних величин є мало дослідженою, у цій статті використано версії походження позначень Володимира Бобильова.
Серед латинських букв для позначень фізичних величин практично не вживається буква {\displaystyle O}, особливо як мала буква, імовірно, через свою схожість у написанні з нулем для запобігання непорозумінням. Часто для позначення змістовно пов'язаних величин використовуються сусідні букви абетки, наприклад декартові координати x, y, z, квантові числа j, k, l, m, n, одиничні вектори i, j, k.
| Символ            | Значення та походження |
| ----------------- | --- |
| {\displaystyle A} | площа (лат. area), векторний потенціал, робота (нім. Arbeit або фр. action), амплітуда (лат. amplitudo), параметр виродження, робота виходу (нім. Austrittsarbeit), коефіцієнт Ейнштейна для спонтанного випромінення, масове число |
| {\displaystyle a} | прискорення (лат. acceleratio), амплітуда (лат. amplitudo), активність (лат. activitas), коефіцієнт температуропровідності (лат. alignment), обертальна здатність, радіус Бора |
| {\displaystyle B} | вектор магнітної індукції, баріонний заряд (англ. baryon number), питома газова стала, віріальний коефіцієнт, функція Брілюена (англ. Brillion function), ширина інтерференційної смуги (нім. Breite), яскравість, стала Керра, коефіцієнт Ейнштейна для вимушеного випромінення, коефіцієнт Ейнштейна для поглинання, обертальна стала молекули, краса (англ. beauty)                                                                                              |
| {\displaystyle b} | вектор магнітної індукції, красивий кварк (англ. beauty/bottom quark), стала Віна, ширина (нім. Breite або англ. breadth) |
| {\displaystyle C} | ємність (англ. capacitance), теплоємність (англ. heat capacity), константа інтегрування (лат. constans), чарівність (англ. charm), коефіцієнти Клебша-Гордана (англ. Clebsch–Gordan coefficients), стала Коттона-Мутона (англ. Cotton–Mouton constant), кривина (лат. curvatura) |
| {\displaystyle c} | швидкість світла (лат. celeritas lucis), швидкість звуку (лат. celeritas soni), теплоємність (англ. heat capacity), чарівний кварк (англ. charm quark), концентрація (англ. concentration), перша радіаційна стала, друга радіаційна стала |
| {\displaystyle D} | вектор електричної індукції (англ. electric displacement field), коефіцієнт дифузії (англ. diffusion coefficient), оптична сила (англ. dioptric power), коефіцієнт проходження, тензор квадрупольного електричного моменту, кутова дисперсія спектрального приладу, лінійна дисперсія спектрального приладу, коефіцієнт прозорості потенційного бар'єру, де-плюс мезон (англ. D meson), де-нуль мезон (англ. D meson), діаметр (лат. diametros, дав.-гр. διάμετρος) |
| {\displaystyle d} | відстань (лат. distantia), діаметр (лат. diametros, дав.-гр. διάμετρος), диференціал (лат. differentia), нижній кварк (англ. down quark), дипольний момент (англ. dipole moment), період дифракційної ґратки, товщина (нім. Dicke), відносна густина (англ. density або нім. Dichte) |
| {\displaystyle E} | енергія (лат. energīa), напруженість електричного поля (англ. electric field), електрорушійна сила (англ. electromotive force), магніторушійна сила, освітленість (фр. éclairement lumineux), випромінювальна здатність тіла, модуль Юнга |
| {\displaystyle e} | 2.71828… (англ. exponentia), електрон (лат. electron, грец. ηλεκτρόνιο), елементарний електричний заряд (англ. elementaty electric charge), константа електромагнітної взаємодії |
| {\displaystyle F} | сила (лат. fortis), стала Фарадея (англ. Faraday constant), вільна енергія Гельмгольца (нім. freie Energie), атомний фактор розсіяння, тензор електромагнітного поля, магніторушійна сила, модуль зсуву |
| {\displaystyle f} | частота (лат. frequentia), функція (лат. functia), леткість (нім. Flüchtigkeit), сила (лат. fortis), фокусна відстань (англ. focal length), сила осцилятора |
| {\displaystyle G} | гравітаційна стала (англ. gravitational constant), тензор Ейнштейна, вільна енергія Гіббса (англ. Gibbs free energy), метрика простору-часу, віріал, парціальна мольна величина, поверхнева активність адсорбата, модуль зсуву, повний імпульс поля, глюон (англ. gluon), константа Фермі, електрична провідність, квант провідності, вага (нім. Gewichtskraft) |
| {\displaystyle g} | прискорення вільного падіння (англ. gravitational acceleration), глюон (англ. gluon), множник Ланде, фактор виродження, вагова концентрація, гравітон (англ. graviton), константа калібраційної взаємодії |
| {\displaystyle H} | напруженість магнітного поля, еквівалентна доза, ентальпія (англ. heat contents або від грецької літери «ета», H — ενθαλπος), гамільтоніан (англ. Hamiltonian), функція Ганкеля (англ. Hankel function), функція Гевісайда (англ. Heaviside step function), бозон Гіггса (англ. Higgs boson), експозиція, поліноми Ерміта (англ. Hermite polynomials) |
| {\displaystyle h} | висота (нім. Höhe або англ. height), стала Планка (нім. Hilfsgröße), спіральність (англ. helicity), глибина |
| {\displaystyle I} | сила струму (фр. intensité de courant), інтенсивність звуку (лат. intēnsiō), інтенсивність світла (лат. intēnsiō), сила світла, момент інерції (лат. inertia), вектор намагніченості, ізоспін (англ. isospin) |
| {\displaystyle i} | уявна одиниця (лат. imaginarius), одиничний вектор |
| {\displaystyle J} | густина струму, момент імпульсу, функція Бесселя, момент інерції, полярний момент інерції перерізу, внутрішнє квантове число, обертальне квантове число, сила світла, J/ψ-мезон |
| {\displaystyle j} | уявна одиниця, густина струму, одиничний вектор, внутрішнє квантове число, 4-вектор густини струму |
| {\displaystyle K} | каони (англ. kaons), термодинамічна константа рівноваги, коефіцієнт електронної теплопровідності металів, модуль всебічного стиску, механічний імпульс, стала Джозефсона |
| {\displaystyle k} | коефіцієнт (нім. Koeffizient), стала Больцмана, теплопровідність, хвильове число, одиничний вектор |
| {\displaystyle L} | момент імпульсу, індуктивність, функція Лагранжа (англ. Lagrangian), класична функція Ланжевена (англ. Langevin function), число Лоренца (англ. Lorenz number), рівень звукового тиску, поліноми Лагерра (англ. Laguerre polynomials), орбітальне квантове число, яскравість (англ. luminance), лептонний заряд (англ. lepton number) |
| {\displaystyle l} | довжина (англ. length), довжина вільного пробігу (англ. length), орбітальне квантове число, радіаційна довжина |
| {\displaystyle M} | момент сили (англ. moment of force), вектор намагніченості (англ. magnetization), обертальний момент, число Маха, взаємна індуктивність, магнітне квантове число, молярна маса |
| {\displaystyle m} | маса (лат. massa), магнітне квантове число (англ. magnetic quantum number), магнітний момент (англ. magnetic moment), ефективна маса (лат. massa), дефект маси (лат. massa), маса Планка (лат. massa) |
| {\displaystyle N} | кількість (лат. numerus), стала Авогадро (лат. numerus), число Дебая (лат. numerus), повна потужність випромінення, збільшення оптичного приладу, потужність, концентрація, кількість речовини |
| {\displaystyle n} | показник заломлення, кількість речовини, нормальний вектор, одиничний вектор, нейтрон (англ. neutron), кількість (лат. numerus), основне квантове число (лат. numerus), частота обертання, концентрація, показник політропи, Стала Лошмідта (лат. numerus) |
| {\displaystyle O} | початок координат (лат. origo) |
| {\displaystyle P} | потужність (лат. potentia), тиск (лат. pressio), поліноми Лежандра, вага (лат. pondus), сила тяжіння (лат. pondus), ймовірність (лат. probabilitas), поляризовність, ймовірність переходу (лат. probabilitas), 4-імпульс |
| {\displaystyle p} | імпульс (лат. petere), протон (англ. proton), дипольний момент, хвильовий параметр, тиск |
| {\displaystyle Q} | електричний заряд (англ. quantity of electricity), кількість теплоти (англ. quantity of heat), узагальнена сила, добротність (англ. quality factor), нульовий інваріант Аббе, квадрупольний електричний момент (англ. quadrupole moment), енергія ядерної реакції |
| {\displaystyle q} | електричний заряд (англ. quantity of electricity), узагальнена координата, кількість теплоти (англ. quantity of heat), ефективний заряд, добротність (англ. quality factor) |
| {\displaystyle R} | електричний опір (англ. resistance), газова стала (фр. rapport), стала Ридберґа (англ. Rydberg constant), стала фон Клітцинга, коефіцієнт відбиття (англ. reflection coefficient), опір випромінення (англ. resistance), роздільна здатність (англ. resolution), світимість, пробіг частинки, відстань |
| {\displaystyle r} | радіус (лат. radius), радіус-вектор (лат. radius), радіальна полярна координата (лат. radius), питома теплота фазового переходу, питома теплота плавлення, питома рефракція (лат. rēfractiō), відстань |
| {\displaystyle S} | площа поверхні (англ. surface area), ентропія, дія, спін (англ. spin), спінове квантове число (англ. spin quantum number), дивність (англ. strangeness), головна функція Гамільтона, матриця розсіяння (англ. scattering matrix), оператор еволюції, вектор Пойнтінга |
| {\displaystyle s} | переміщення (італ. spostamento або англ. space), дивний кварк (англ. strange quark), шлях, просторово-часовий інтервал (англ. spacetime interval), оптична довжина шляху |
| {\displaystyle T} | температура (лат. temperātūra), період (лат. tempus), кінетична енергія, критична температура, терм, період напіврозпаду, критична енергія, слабкий ізоспін |
| {\displaystyle t} | час (лат. tempus), правдивий кварк (англ. true/top quark), правдивість (англ. topness/truth), планківський час |
| {\displaystyle U} | напруга, внутрішня енергія (лат. unio), потенційна енергія, вектор Умова, потенціал Леннард-Джонса, потенціал Морзе, 4-швидкість |
| {\displaystyle u} | верхній кварк (англ. up quark), швидкість, рухливість, питома внутрішня енергія, групова швидкість |
| {\displaystyle V} | об'єм (лат. volumen), напруга (англ. voltage), потенційна енергія, видність смуги інтерференції, стала Верде (англ. Verdet constant) |
| {\displaystyle v} | швидкість (лат. vēlōcitās), фазова швидкість (лат. vēlōcitās), питомий об'єм |
| {\displaystyle W} | механічна робота (англ. work), робота виходу, W бозон, енергія, енергія зв'язку атомного ядра, потужність |
| {\displaystyle w} | швидкість, густина енергії, коефіцієнт внутрішньої конверсії, прискорення |
| {\displaystyle X} | реактивний опір, поздовжнє збільшення, X заряд (англ. X charge) |
| {\displaystyle x} | змінна, переміщення, декартова координата, молярна концентрація, стала ангармонічності, відстань |
| {\displaystyle Y} | гіперзаряд, силова функція, лінійне збільшення, сферичні функції, слабкий гіперзаряд |
| {\displaystyle y} | декартова координата |
| {\displaystyle Z} | імпеданс, Z бозон, атомний номер або зарядове число ядра (нім. Ordnungszahl), статистична сума (нім. Zustandssumme), вектор Герца, валентність, повний опір, кутове збільшення, хвильовий опір вакууму |
| {\displaystyle z} | декартова координата |

### Позначення з кількома буквами
Для позначення деяких понять іноді використовують декілька букв або окремі слова чи абревіатури. Так, стала величина у формулі позначається часто як const. Диференціал позначається малою буквою d перед назвою величини, наприклад dx.
Латинські назви математичних функцій та дій, які часто використовуються у фізиці:
| Символ    | Значення                       |
| --------- | ------------------------------ |
| curl      | ротор в англомовній літературі |
| div       | дивергенція                    |
| grad      | градієнт                       |
| lim       | границя                        |
| rect      | прямокутна функція             |
| rot       | ротор                          |
| sgn, sign | signum-функція                 |
| sinc      | функція sinc                   |

## Грецька абетка
Здебільшого позначення грецькими буквами має фонетичне походження, коли для величини вибирається грецька буква, яка звучить схоже на першу букву в назві величини не грецькою мовою.
Великі грецькі букви, які в написанні схожі на латинські букви ({\displaystyle \mathrm {A} ,\mathrm {B} ,\mathrm {E} ,\mathrm {Z} ,\mathrm {H} ,\mathrm {I} ,\mathrm {K} ,\mathrm {M} ,\mathrm {N} ,\mathrm {O} ,\mathrm {P} ,\mathrm {T} ,\Upsilon ,\mathrm {X} }) дуже нечасто використовуються.
| Символ                       | Значення |
| ---------------------------- | --- |
| {\displaystyle \alpha }      | коефіцієнт теплового розширення, альфа-частинки, кут (лат. angulus), стала тонкої структури, кутове прискорення (лат. acceleratio), матриці Дірака, коефіцієнт розширення, стехіометричний коефіцієнт, поляризовність, коефіцієнт тепловіддачі, коефіцієнт дисоціації, питома термоелектрорушійна сила, кут Маха, коефіцієнт поглинання, натуральний показник поглинання світла, ступінь чорноти тіла, стала затухання |
| {\displaystyle \beta }       | кут, бета-частинки, швидкість частинки поділена на швидкість світла, коефіцієнт квазіпружної сили, матриці Дірака, ізотермічна стисливість, адіабатична стисливість, коефіцієнт затухання, кутова ширина смуг інтерференції, кутове прискорення |
| {\displaystyle \Gamma }      | гамма-функція, символи Крістофеля, фазовий простір, величина адсорбції, циркуляція швидкості, ширина енергетичного рівня, стала затухання |
| {\displaystyle \gamma }      | кут, фактор Лоренца, фотон, гамма-промені, питома вага, матриці Паулі, гіромагнітне співвідношення, термодинамічний коефіцієнт тиску, коефіцієнт поверхневої іонізації, матриці Дірака |
| {\displaystyle \Delta }      | зміна величини (напр. {\displaystyle \Delta x}), оператор Лапласа, дисперсія, флуктуація, ступінь лінійної поляризації, квантовий дефект |
| {\displaystyle \delta }      | невелике переміщення, дельта-функція Дірака, дельта Кронекера, коефіцієнт затухання |
| {\displaystyle \varepsilon } | електрична стала, кутове прискорення, одиничний антисиметричний тензор, енергія, молярний коефіцієнт поглинання |
| {\displaystyle \zeta }       | Дзета-функція Рімана |
| {\displaystyle \eta }        | коефіцієнт корисної дії (англ. efficiency), динамічний коефіцієнт в'язкості, метричний тензор Мінковського, коефіцієнт внутрішнього тертя, в'язкість, фаза розсіяння, ета-нуль мезон |
| {\displaystyle \Theta }      | статистична температура (лат. temperatura), точка Кюрі, термодинамічна температура (лат. temperatura), момент інерції, функція Гевісайда |
| {\displaystyle \theta }      | кут до осі X в площині XY в сферичній та циліндричній системах координат, потенційна температура (лат. temperatura), температура Дебая (лат. temperatura), кут нутації, нормальна координата, міра змочування, кут Каббібо, кут Вайнберга |
| {\displaystyle \kappa }      | коефіцієнт екстинкції, показник адіабати, магнітна сприйнятливість середовища, парамагнітна сприйнятливість, жорсткість при крученні |
| {\displaystyle \Lambda }     | космологічна стала, баріон, оператор Лежандра, лямбда-гіперон, лямбда-плюс-гіперон |
| {\displaystyle \lambda }     | довжина хвилі (англ. wavelength), питома теплота плавлення, лінійна густина (англ. linear density), середня довжина вільного пробігу, комптонівська довжина хвилі, власне значення оператора, матриці Гелл-Мана |
| {\displaystyle \mu }         | коефіцієнт тертя, в'язкість відносна (лат. moratorius), магнітна проникність, магнітна стала, хімічний потенціал, магнетон Бора, мюон, зведена маса, молярна маса, коефіцієнт Пуассона, ядерний магнетон (англ. magneton) |
| {\displaystyle \nu }         | частота, нейтрино, кінематичний коефіцієнт в'язкості (лат. viscosus), стехиометричний коефіцієнт (англ. number), число молів, ларморова частота, коливальне квантове число |
| {\displaystyle \Xi }         | великий канонічний ансамбль, ксі-нуль-гіперон, ксі-мінус-гіперон |
| {\displaystyle \xi }         | довжина когерентності |
| {\displaystyle \Pi }         | добуток, коефіцієнт Пельтьє, вектор Пойнтінга |
| {\displaystyle \pi }         | 3.14159…, пі-зв'язок, пі-плюс мезон, пі-нуль мезон |
| {\displaystyle \rho }        | питомий опір, густина, густина заряду, радіус в полярній системі координат, сферичній та циліндричній системах координат, матриця густини, густина ймовірності |
| {\displaystyle \Sigma }      | оператор сумування, сігма-плюс-гіперон, сігма-нуль-гіперон, сігма-мінус-гіперон |
| {\displaystyle \sigma }      | електропровідність, напруження, стала Стефана-Больцмана, поверхнева густина (англ. surface density), поперечний переріз реакції, сігма-зв'язок, секторна швидкість, поверхневий натяг (англ. stress), питома фотопровідність, диференційний переріз розсіяння, стала екранування, товщина, матриці Паулі |
| {\displaystyle \tau }        | час життя (лат. tempus), тау-лептон, інтервал часу, час життя, період, лінійна густина зарядів, коефіцієнт Томсона, час когерентності, матриці Паулі, тангенційний вектор |
| {\displaystyle \Upsilon }    | Y-бозон |
| {\displaystyle \Phi }        | магнітний потік (англ. flow), потік електричного зміщення, робота виходу, в'язь, дисипативна функція Релея, вільна енергія Гіббса, потік енергії хвилі, оптична сила, світловий потік (англ. flow), квант магнітного потоку (англ. flow) |
| {\displaystyle \phi }        | кут, електростатичний потенціал, фаза, хвильова функція, кут, потенціал гравітаційного поля, потенціал поля масових сил, оптична сила |
| {\displaystyle \mathrm {X} } | X-бозон |
| {\displaystyle \chi }        | частота Рабі, температуропровідність, діелектрична сприйнятливість, спінова хвильова функція |
| {\displaystyle \Psi }        | хвильова функція, апертура інтерференції |
| {\displaystyle \psi }        | хвильова функція, функція струменю |
| {\displaystyle \Omega }      | ом, тілесний кут, кількість можливих станів статистичної системи, омега-мінус-гіперон, кутова швидкість прецесії, молекулярна рефракція, циклічна частота |
| {\displaystyle \omega }      | кутова частота, мезон, ймовірність стану, ларморова частота прецесії, борівська частота, тілесний кут, швидкість течії |

## Кирилиця
Кириличні букви зараз дуже зрідка використовуються для позначення фізичних величин, хоча раніше частково застосовувалися в російськомовній науковій традиції. Одним прикладом використання кириличної букви в сучасній міжнародній науковій літературі є позначення інваріанта Лагранжа буквою Ж. Гребінець Дірака іноді позначають буквою Ш через візуальну схожість графіка функції на форму букви.

## Спеціальні символи
| Символ                         | Значення                 |
| ------------------------------ | ------------------------ |
| {\displaystyle \nabla }        | оператор Гамільтона      |
| {\displaystyle \nabla \cdot }  | дивергенція              |
| {\displaystyle \nabla \times } | ротор                    |
| {\displaystyle \square }       | даламбертіан             |
| {\displaystyle \times }        | векторний добуток        |
| {\displaystyle \otimes }       | тензорний добуток        |
| {\displaystyle \partial }      | часткова похідна         |
| {\displaystyle \hbar }         | зведена стала Планка     |
| !                              | факторіал                |
| {\displaystyle A\!\!\!/}       | слеш-позначення Фейнмана |
| {\displaystyle \wedge }        | зовнішній добуток        |
| {\displaystyle \int _{a}^{b}}  | інтеграл від a до b      |
| {\displaystyle \oint _{C}}     | інтеграл по контуру      |
| Ø                              | діаметр                  |

## Дужки
У круглих дужках зазначається одна або декілька змінних, від яких залежить фізична величина. Наприклад, f(x, y) означає що величина f є функцією x та y.
| Символ                                                                              | Значення                                                          |
| ----------------------------------------------------------------------------------- | ----------------------------------------------------------------- |
| {\displaystyle [\mathbf {u} ,\mathbf {v} ]}                                         | векторний добуток, комутатор між двома операторами, дужка Паєрлза |
| {\displaystyle (\mathbf {u} ,\mathbf {v} )}                                         | скалярний добуток                                                 |
| {\displaystyle \langle n\|{\hat {A}}\|m\rangle }, {\displaystyle \langle u\rangle } | бра-кет нотація, середня величина                                 |
| {\displaystyle \{u,v\}}                                                             | дужки Пуассона                                                    |
| {\displaystyle \|u\|}                                                               | модуль                                                            |
| {\displaystyle \\|u\\|}                                                             | норма                                                             |

## Діактричні знаки
Діактричні знаки додаються до фізичної величини для позначення її певної відмінності. Нижче діактричні знаки додані для прикладу до букви x.
| Символ                                | Значення                                                                                            |
| ------------------------------------- | --------------------------------------------------------------------------------------------------- |
| {\displaystyle {\dot {x}}}            | перша похідна по часу в нотації Ньютона                                                             |
| {\displaystyle {\ddot {x}}}           | друга похідна по часу в нотації Ньютона                                                             |
| {\displaystyle x^{\prime }}           | перша похідна                                                                                       |
| {\displaystyle x^{\prime \prime }}    | друга похідна                                                                                       |
| {\displaystyle {\vec {x}}}            | векторна величина                                                                                   |
| {\displaystyle {\underline {x}}}      | векторна величина в текстах з обмеженими типографічними можливостями (напр. на друкарській машинці) |
| {\displaystyle {\bar {x}}}            | середня величина, античастинка, комплексно спряжене                                                 |
| {\displaystyle {\hat {x}}}            | оператор                                                                                            |
| {\displaystyle {\tilde {x}}}          | підкреслює відмінність величини від попередньо вжитої                                               |
| {\displaystyle {\hat {x}}^{\dagger }} | оператор народження                                                                                 |
| {\displaystyle {\hat {x}}^{*}}        | ермітово спряжений оператор                                                                         |
| Å                                     | ангстрем                                                                                            |

## Нижні та верхні індекси
Позначення фізичних величин часто мають нижній, верхній, або обидва індекси. Зазвичай нижній індекс позначає характерну ознаку величини, наприклад її порядковий номер, тип, проєкцію тощо. Верхній індекс позначає степінь, окрім випадків коли величина є тензором.

## Графічні позначення

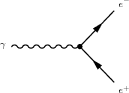
Фейнманівська діаграма народження електрон-позитронної пари.

Для наочного позначення фізичних процесів та математичних дій використовуються графічні позначення, такі як Фейнманівські діаграми, спінові мережі та графічні позначення Пенроуза.